# Чжен Чжи
Чжен Чжи (кит.: 郑智, нар. 20 серпня 1980, Шеньян) — китайський футболіст, захисник, півзахисник клубу «Гуанчжоу Евергранд».
Виступав, зокрема, за клуб «Селтік», а також національну збірну Китаю.
Дворазовий клубний чемпіон Азії. Футболіст 2013 року в Азії.

## Клубна кар'єра
Народився 20 серпня 1980 року в місті Шеньян. Вихованець футбольної школи клубу «Ляонін Фушунь».
У дорослому футболі дебютував 2001 року виступами за команду клубу «Шеньчжень Цзяньлібао», в якій провів три сезони, взявши участь у 77 матчах чемпіонату. 
Згодом з 2005 по 2009 рік грав у складі команд клубів «Шаньдун Лунен» та «Чарльтон Атлетик».
Своєю грою за останню команду привернув увагу представників тренерського штабу клубу «Селтік», до складу якого приєднався 2009 року. Відіграв за команду з Глазго наступний сезон своєї ігрової кар'єри, так й не ставши її основним гравцем.
До складу клубу «Гуанчжоу Евергранд» приєднався 2010 року. Станом на 6 лютого 2018 року відіграв за команду з Гуанчжоу 158 матчів в національному чемпіонаті.

## Виступи за збірну
У 2002 році дебютував в офіційних матчах у складі національної збірної Китаю.
У складі збірної був учасником кубка Азії з футболу 2004 року у Китаї, де разом з командою здобув «срібло», кубка Азії з футболу 2015 року в Австралії.

## Титули і досягнення
- Чемпіон Китаю (10):

«Шеньчжень Цзяньлібао»: 2004
«Шаньдун Лунен Тайшань»: 2006
«Гуанчжоу Евергранд»: 2011, 2012, 2013, 2014, 2015, 2016, 2017, 2019
- Володар Кубка Китаю (3):

«Шаньдун Лунен Тайшань»: 2006
«Гуанчжоу Евергранд»: 2012, 2016
- Володар Суперкубка Китаю (4):

«Гуанчжоу Евергранд»: 2012, 2016, 2017, 2018
- Клубний чемпіон Азії (2):

«Гуанчжоу Евергранд»: 2013, 2015
- Футболіст року в Азії: 2013

Збірні
- Срібний призер Кубка Азії: 2004